# Thomisus lamperti
Thomisus lamperti är en spindelart som beskrevs av Embrik Strand 1907. Thomisus lamperti ingår i släktet Thomisus och familjen krabbspindlar.
Artens utbredningsområde är Madagaskar. Inga underarter finns listade i Catalogue of Life.